# Anna Narębska
Anna Barbara Narębska z d. Rutka (ur. 17 września 1926 w Sosnowcu, zm. 21 października 2022) – polska profesor chemii fizycznej i fizykochemii polimerów.

## Życiorys
Kształciła się w kraju Ałtajskim koło Barnaułu. W latach 1941–1944 przebywała na zesłaniu w rejonie Sorokino. Maturę zdała eksternistycznie, będąc na Syberii. Następnie podjęła studia na Uniwersytecie Mikołaja Kopernika w Toruniu, które ukończyła w roku 1952. Również w 1952 roku wyszła za mąż za Juliusza Narębskiego. Osiem lat później uzyskała stopień doktora na podstawie rozprawy pt. Katalityczne działanie Amberlitu IRA-400 w reakcji kondensacji aldolowej acetonu i rozkładu alkoholu dwuacetonowego (summa cum laude). W 1968 habilitowała się pracą zatytułowaną Hydratacja i asocjacja w żelazach polielektrolitów usieciowanych. W 1991 roku uzyskała tytuł profesora.
Była członkinią Polskiego Towarzystwa Chemicznego (od 1953), Towarzystwa Naukowego w Toruniu (od 1960) i Polskiej Akademii Nauk (od 1978). Ponadto należała do European Society of Membrane Science and Technology i EDF Club Membranes. Współredagowała również Polish Journal of Chemistry w latach 1996-2001. Była kierowniczką Zakładu Chemii Fizycznej (1975-1996). Odeszła na emeryturę w roku 1996. Jej specjalnością były fizykochemia polimerów, struktura i własności polimerów jonowych i semikrystalicznych oraz membrany polimerowe.

## Odznaczenia
- Nagroda Ministerstwa Nauki, Szkolnictwa Wyższego i Techniki (1968, 1988)
- Medal Komisji Edukacji Narodowej (1985, 1986)
- Nagroda Sekretariatu Naukowego PAN (1980, 1989)
- Krzyż Oficerski Orderu Odrodzenia Polski (1996)
- Odznaka Zasłużony Nauczyciel PRL (1988)
- Odznaka Honorowa Sybiraka (1997)
- Honorowa Odznaka PTCh, Medal 70-lecia PTCh (1999)